# Џозеф Раванак
Џозеф Раванак (енгл. Joseph Ravannack; Њу Орлеанс, Луизијана 19. март 1878 — непознато 10. октобар 1910) је бивши амерички веслач, освајач бронзане медаље на Летњим олимпијским играма 1904. у Сент Луису.
На играма 1904. Велс је учествовао само у такмичењима дубл скулова, на половини стази која је била дуга 1,5 миљу (2.414 м) и заузео је треће место са непознатим резултатом. Возио је у пару са Џоном Велсом
Био је члан веслачког клуба Индепендент из Њу Орлеанса до 1904. Касније је био капитен веслачког и кану клуба. Радио је у локалним новинама и био члан ватрогасног друштва.